# Кольорова фотографія
Кольорова фотографія — сукупність способів одержання фотографічних зображень, що відтворюють з деякою точністю як яскравість, так і колір фотографованих об'єктів. Технічно є окремим напрямом спектрозональної зйомки.
Кольорове зображення ґрунтується на адитивному або субтрактивному способах синтезу кольорів. Тому існуючі методи кольорової фотографії діляться на адитивний і субтрактивний.

## Історія
- 1777 — Карл Вільгельм Шеєле помітив, що хлористе срібло (AgCl) швидко темніє при освітленні його фіолетовими променями спектра.
- 1800 — Лекції Томаса Янга в Лондонському королівському товаристві про те, що око сприймає тільки три кольори.
- 1810 — Йоганн Т. Сібек відкриває, що хлористе срібло під впливом білого світла вбирає всі кольори спектру.
- 1840 — Едмонд Бекерел в ході експериментів отримує кольорове зображення на пластинках, покритих хлористим сріблом.
- 1853 — Лівай Гілл спробував запатентувати геліохромію.
- 1861 — «тартанова стрічка» — перша відома кольорова фотографія зроблена Джеймсом Максвеллом.
- 1869 — Луї Дюко дю Орон публікує роботу «Кольори у фотографії», в якій викладає принципи адитивного і субтрактивного колірних методів.
- 1873 — Герман В. Фогель отримує емульсію, чутливу не лише до синього, але і до зеленого кольорів спектру.
- 1877 — Експерименти з субтрактивним кольором Луї Дюко дю Орона.
- 1878 — Луї Дюко дю Орон разом з братом публікує роботу «Кольорова фотографія», в якій описуються застосовувані ними методи отримання кольорового зображення.
- 1882 — З'являються ортохроматичні пластинки (чутливі до синього, зеленого (але не до червоного) світла).
- 1891 — Габріель Ліпман отримує природні кольори методом інтерференції.
- 1891 — Фредерік Айвіс винаходить фотоапарат для отримання трьох окремих (по кольорам) негативів шляхом зйомки в одну експозицію.
- 1893 — Джон Джоуль винаходить лінійний растровий світлофільтр. Замість зображення, що складалося з трьох кольорових позитивів, в результаті отримувалося багатобарвне зображення.
- 1903 — Брати Люм'єр розробляють процес «Автохром».
- 1912 — Рудольф Фішер відкриває хімікати, що виділяють барвники в процесі прояву.
- 1924 — Леопольд Маніс і Леопольд Годовського патентують двоколірний субтрактивний метод з використанням плівки з двома емульсійними шарами.
- 1935 — У продаж надходять плівки «Kodachrome» з трьома емульсійними шарами.
- 1942 — У продаж надходить плівка «Kodacolor» — перша плівка, що дозволяє отримувати кольорові відбитки.
- 1963 — У продаж надходить фотоапарат «Polaroid», що дозволяє робити моментальні кольорові знімки за хвилину.